# Spetsig rullmossa
Spetsig rullmossa (Pseudocrossidium hornschuchianum) är en bladmossart som beskrevs av Robert Zander 1979. Spetsig rullmossa ingår i släktet rullmossor, och familjen Pottiaceae. Arten är reproducerande i Sverige. Inga underarter finns listade i Catalogue of Life.

## Bildgalleri

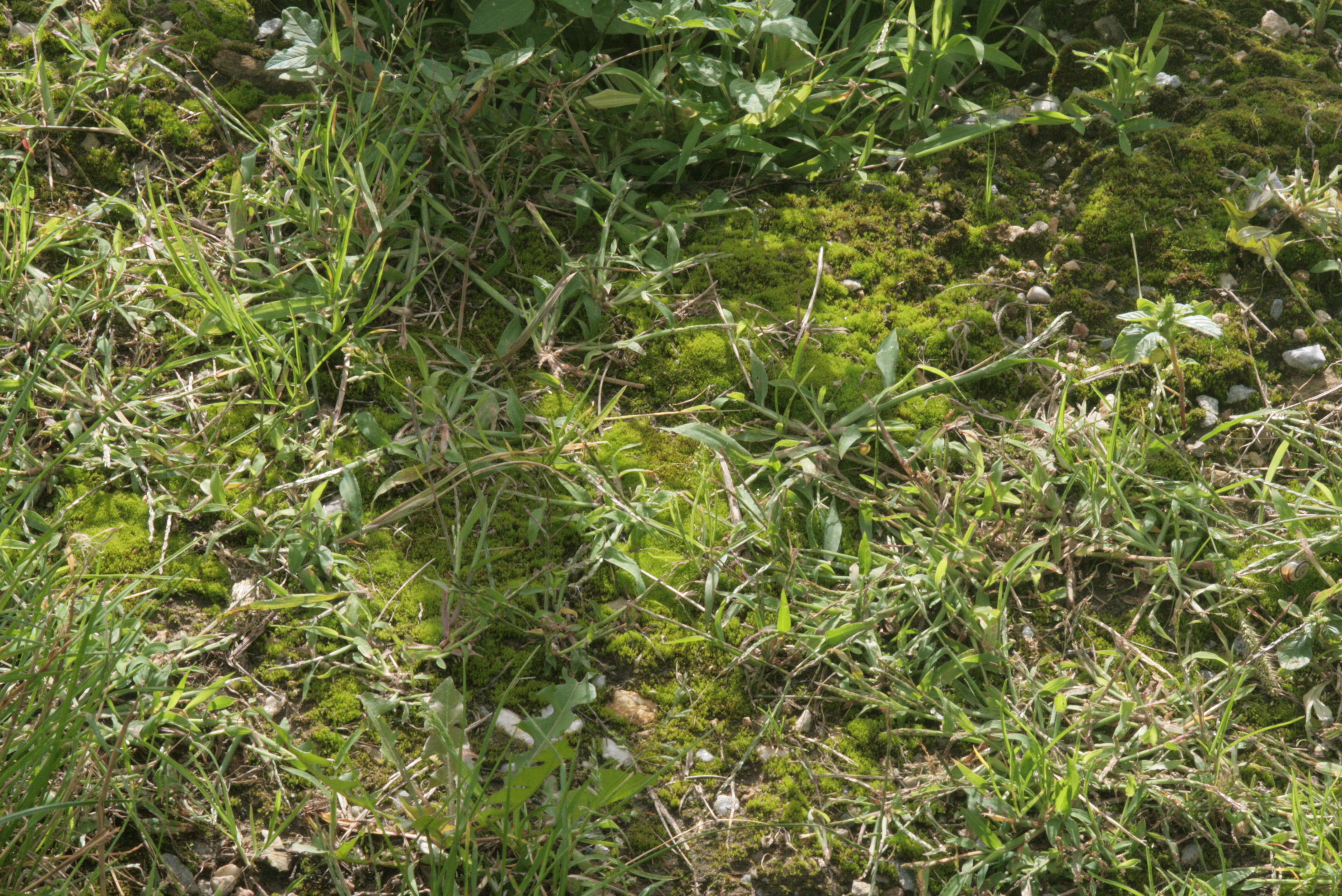
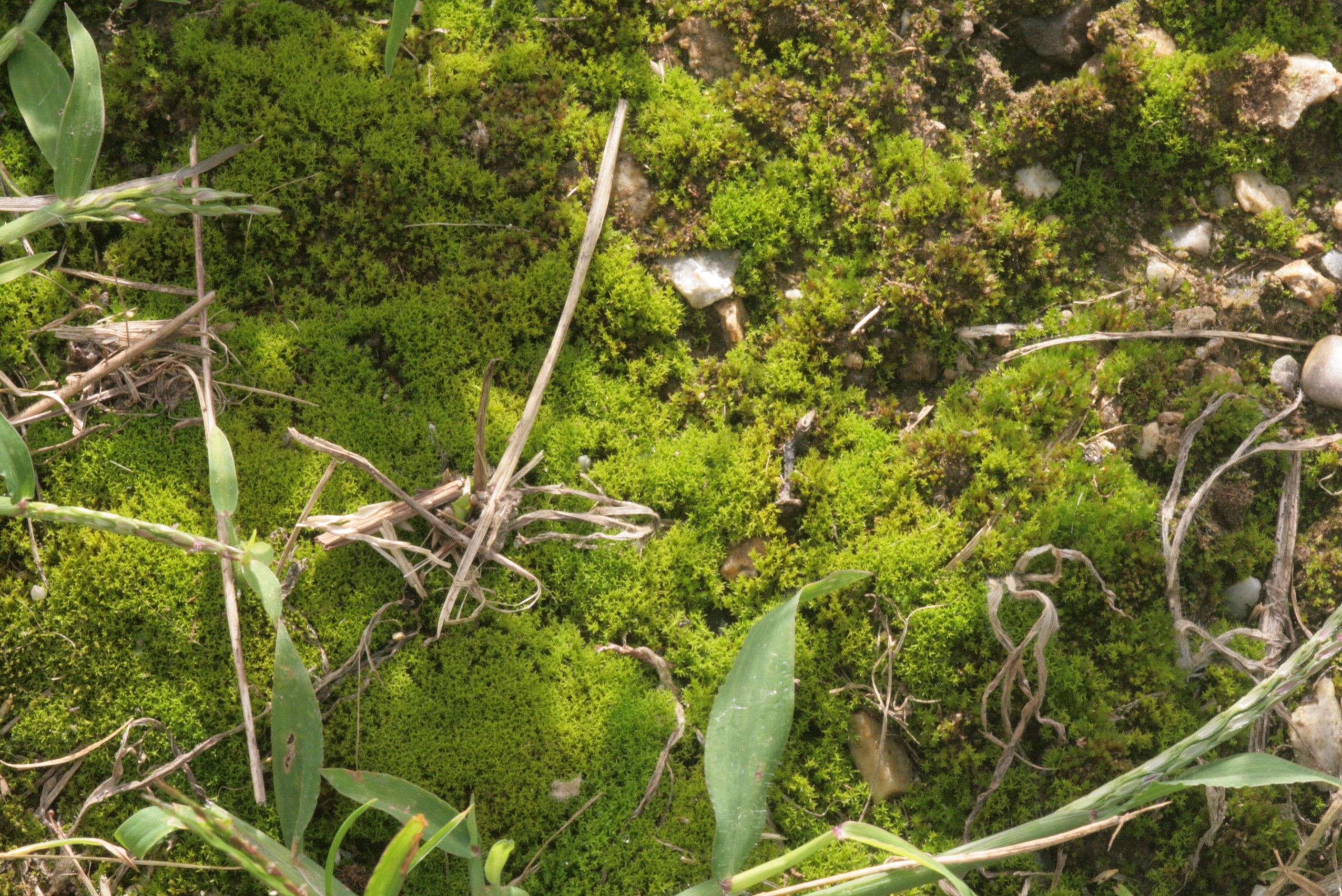
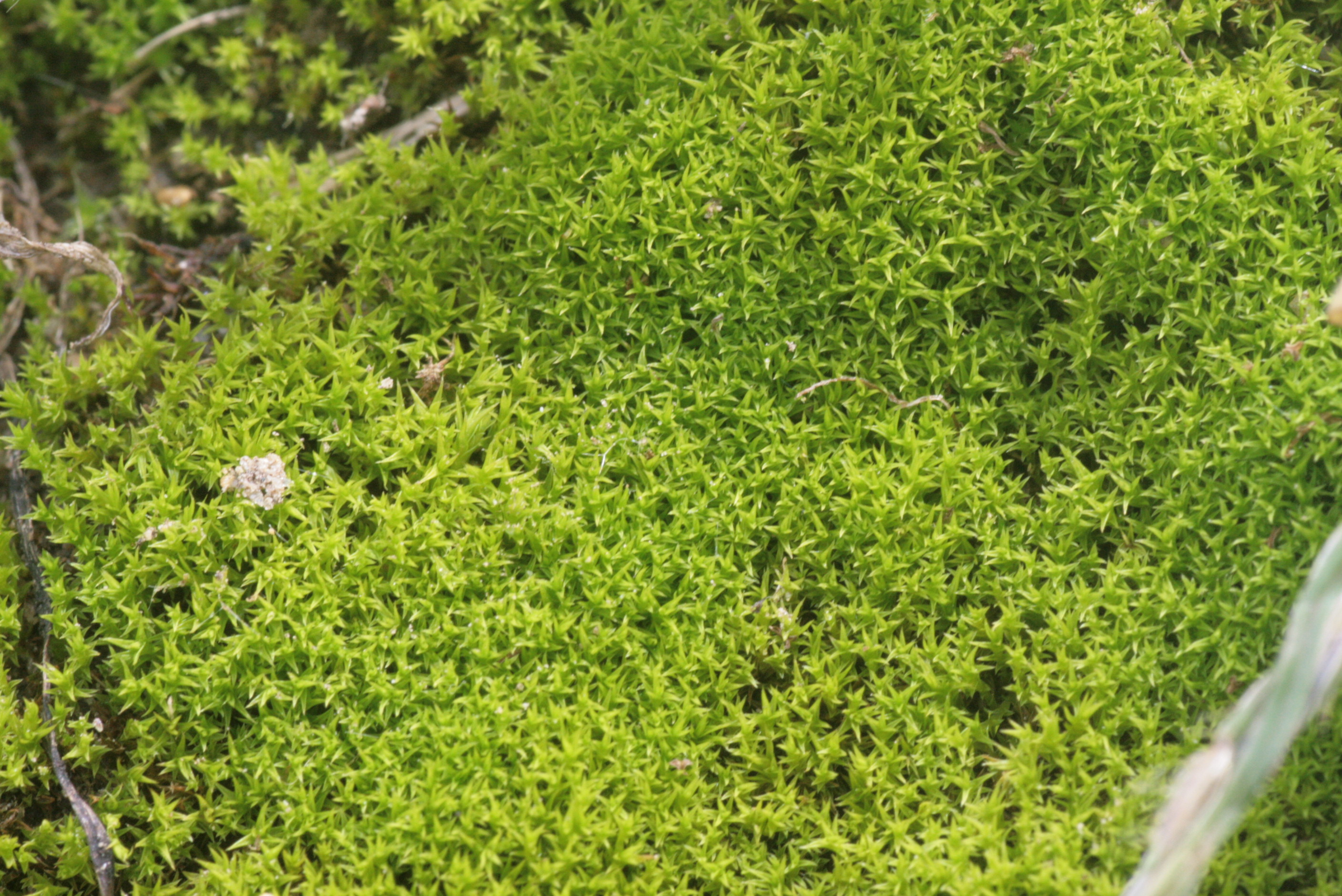
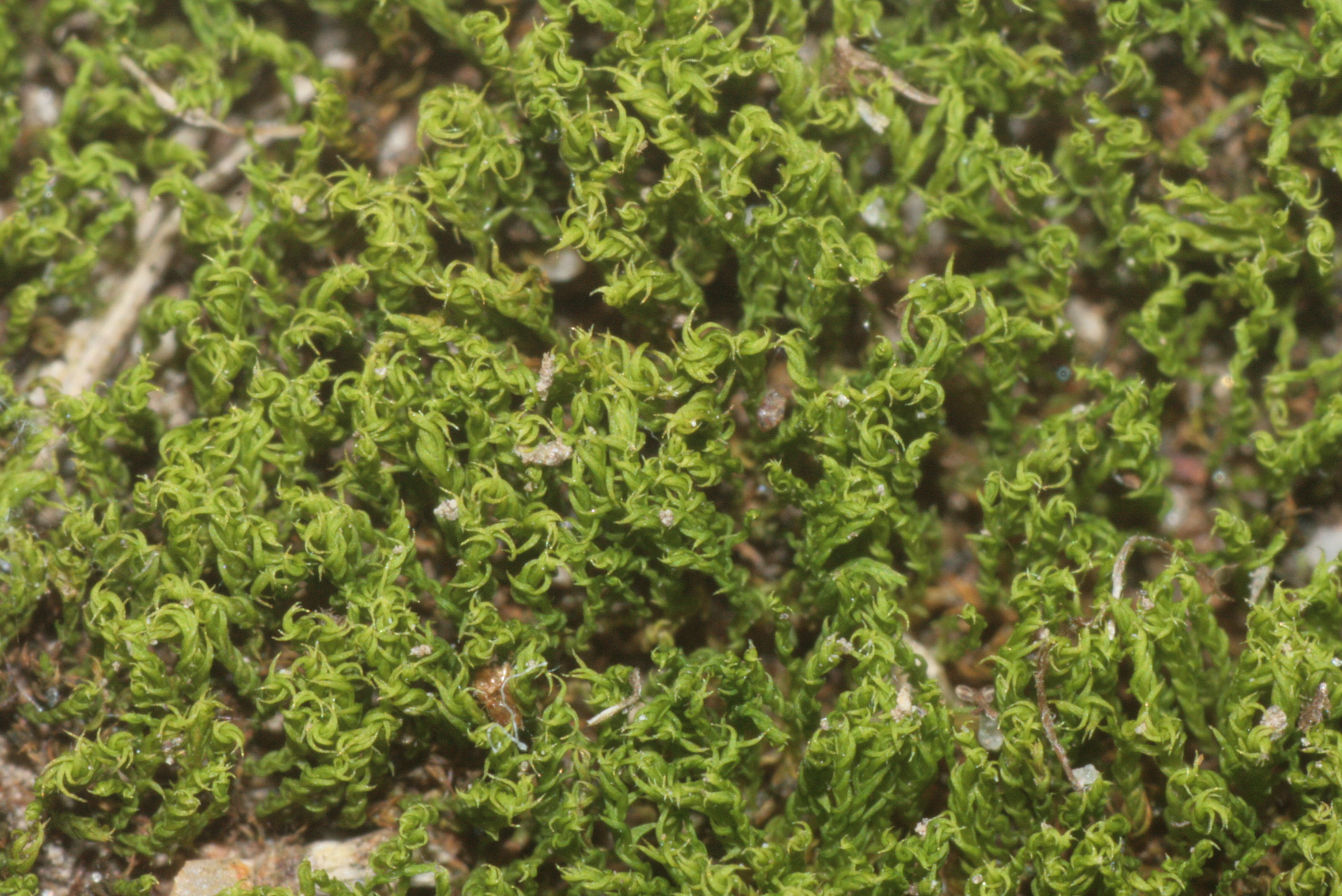
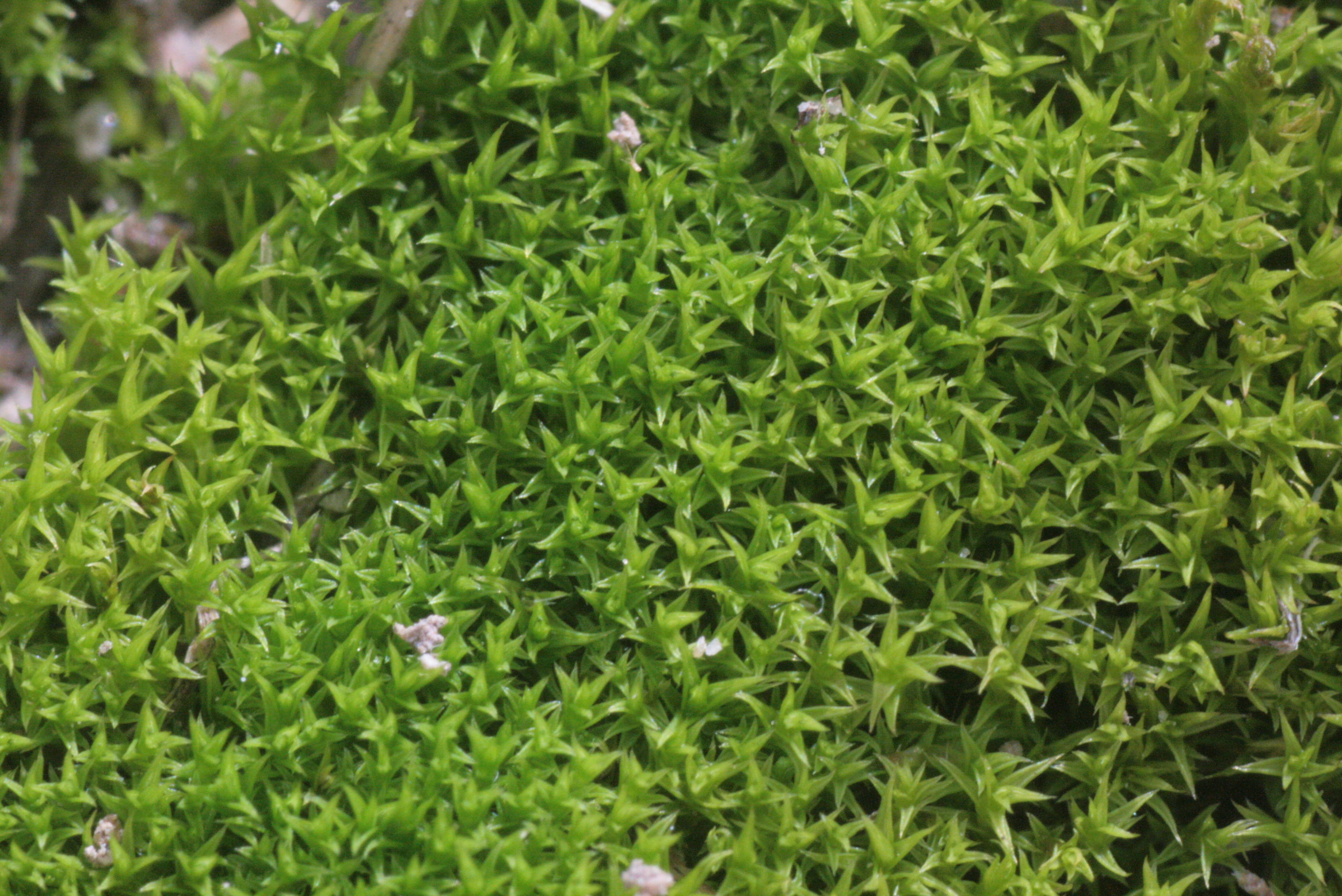
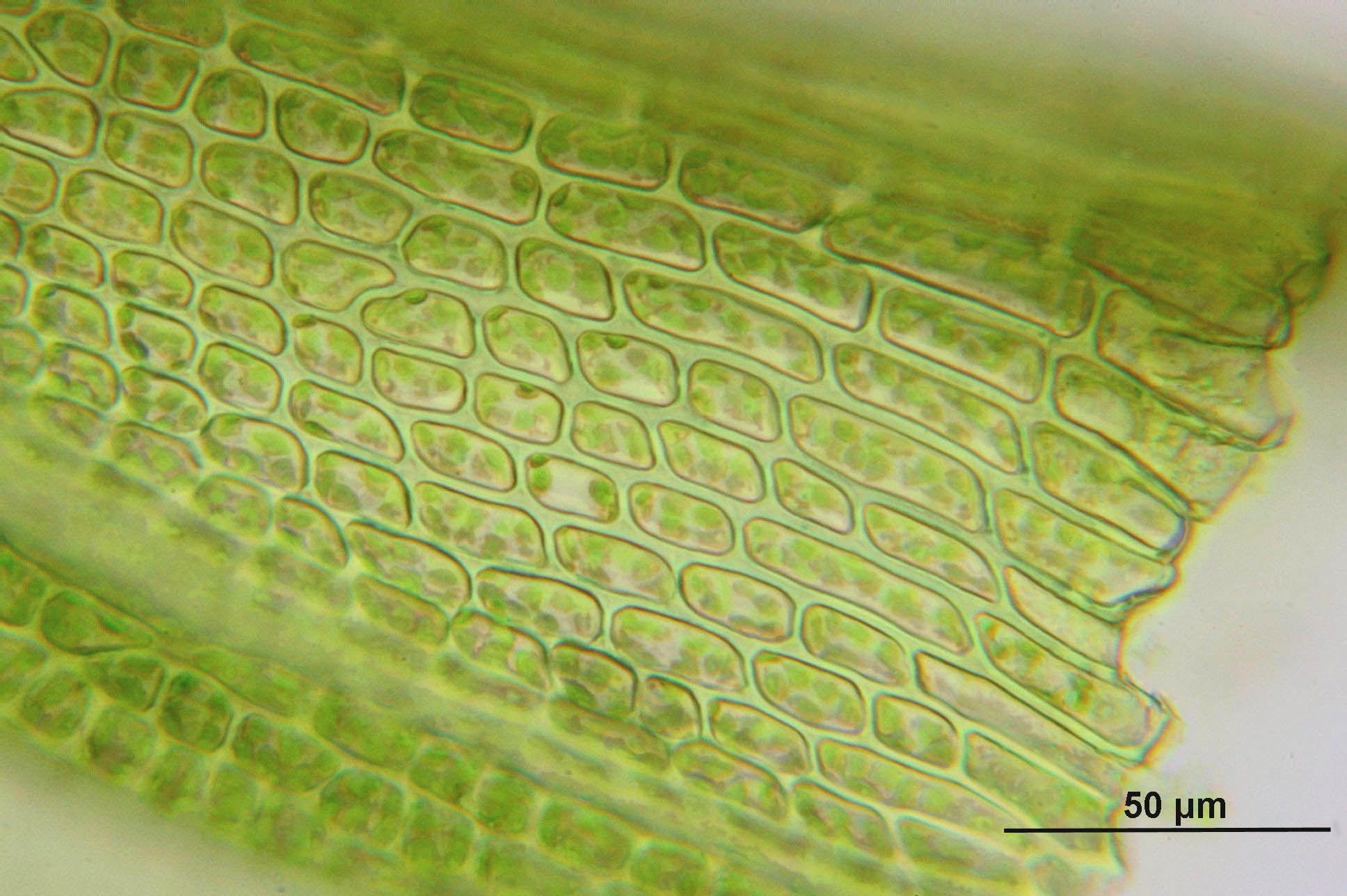